# Euphaedra preussi
Euphaedra preussi är en fjärilsart som beskrevs av Otto Staudinger 1891. Euphaedra preussi ingår i släktet Euphaedra och familjen praktfjärilar. Inga underarter finns listade i Catalogue of Life.

## Bildgalleri

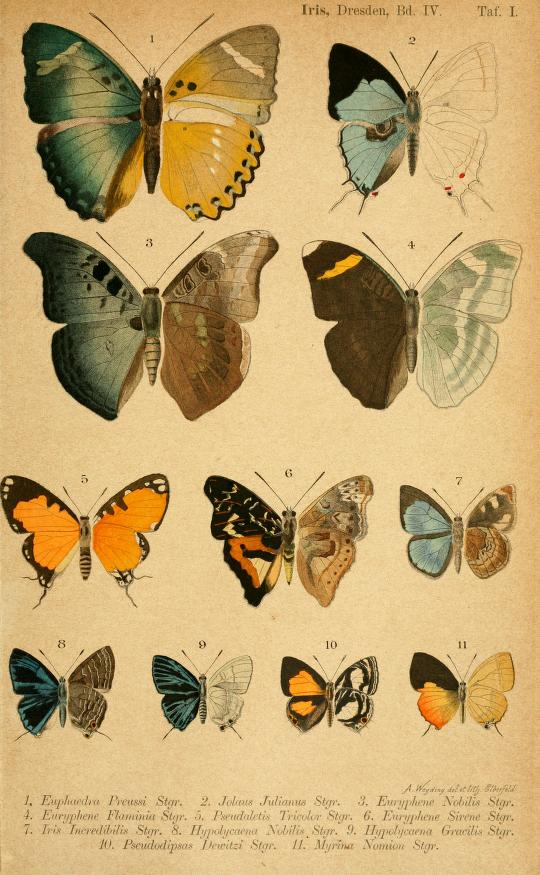